# Historisch particularisme
Historisch particularisme is de antropologische theorie dat elke cultuur uniek is met een eigen geschiedenis, gevormd door specifieke historische omstandigheden en omgevingsfactoren. De term is afkomstig van Marvin Harris, maar de theorie is ontwikkeld door Franz Boas.
Boas keerde zich daarmee tegen het tot dan heersende idee van een unilineaire evolutie, een theorie van culturele evolutie met het idee dat alle samenlevingen zich ontwikkelen volgens een universeel geldende richting naar een steeds complexere en geavanceerdere samenleving. Deze theorie werd gezien als etnocentrisch, of zelfs racistisch, zoals wanneer gesproken werd over lagere, inferieure rassen. Men verwierp het door het vooruitgangsgeloof ingegeven idee dat de moderne samenleving beter zou zijn dan oudere vormen. Boas stond een relativistische visie voor; culturen kunnen niet onderling vergeleken worden, omdat elk zijn eigen waarden en normen heeft. Samenlevingen konden zich wel in een vergelijkbaar stadium bevinden, dat betekende niet dat het proces om daar te komen overeenkwam. Zo kon een cultuurgebied door diffusionisme, de verspreiding van zaken als ideeën, technologieën, religies en talen door onderlinge contacten, overgaan naar het stadium van de gastcultuur. Boas meende de menselijke geschiedenis slechts in kleine geïsoleerde delen, maar nooit in zijn totaliteit te kunnen weergeven, de idiografische benadering.
Halverwege de twintigste eeuw werden weer pogingen gedaan voor een systematische of nomothetische benadering. White en Steward brachten een herleving van de oude culturele evolutie waarbij rekening werd gehouden met de bezwaren, het multilineair evolutionisme.